# Eleccions municipals de 2019 a l'Aleixar
Les eleccions municipals de 2019 a l'Aleixar van ser unes eleccions locals que es van celebrar el diumenge 26 de maig de 2019 a l'Aleixar, com a part de les eleccions municipals espanyoles, per a elegir els 7 regidors de l'Ajuntament de l'Aleixar.
El partit polític Junts, liderat per Antoni Abelló, va repetir majoria absoluta. La formació política de Federació d'Independents de Catalunya (FIC) va entrar a l'Ajuntament amb dos regidors.

## Sistema electoral
Les eleccions als ajuntaments de l'Estat espanyol estan fixades per celebrar-se el quart diumenge de maig cada quatre anys. El sistema electoral fa servir la regla D'Hondt amb representació proporcional, llistes tancades i una barrera electoral del 5% dels vots vàlids, que inclou els vots en blanc. La votació per a l'assemblea local es basa en el sufragi universal.
En les eleccions municipals, la circumscripció electoral és en l'àmbit municipal i el nombre d'escons (o sigui, regidors) a triar del municipi es determina en funció del nombre d'habitants censats en aquest municipi. En el cas de l'Aleixar, en tenir 652 persones censades, l'hi correspon 7 regidors.

## Candidatures
El 30 d'abril del mateix any, la Junta Electoral de Zona de Reus van proclamar-se les 3 candidatures oficials per l'Aleixar en el Butlletí Oficial de la Província de Tarragona.
1. Junts per l'Aleixar (JUNTS)
2. Som-hi l'Aleixar - Federació d'Independents de Catalunya (SOM-HI - FIC)
3. Esquerra Republicana de Catalunya-Acord Municipal (ERC-AM)

## Jornada electoral

### Constitució de les meses
En aquell moment, l'Aleixar tenia una població de 864 habitants, dels quals 652 persones van ser cridades a votar a les urnes de l'única mesa del col·legi electoral del municipi.

### Participació
La participació en aquestes eleccions va ser de 78,4%, el qual cosa implica que un total de 511 ciutadans del municipi van decidir exercir el seu dret a vot. Comparant aquesta participació amb la mitjana catalana, l'Aleixar va registrar una xifra molt més alta, situant-se en 13,6 punts percentuals per sobre.
A continuació, es presenta una taula amb els percentatges de participació registrats a diferents hores del dia de les eleccions:
| Hores              | l'Aleixar     |
| ------------------ | ------------- |
| Participació (14h) | 45,7% ( 0,2%) |
| Participació (18h) | 64,7% ( 2,9%) |
| Participació (20h) | 78,4% ( 0,0%) |

## Resultats
El partit polític Junts, liderat per Antoni Abelló, va repetir majoria absoluta per segona vegada. A més a més, la formació política de Federació d'Independents de Catalunya (FIC) va entrar amb dos regidors, en detriment d'ERC.